# Cadira de rodes

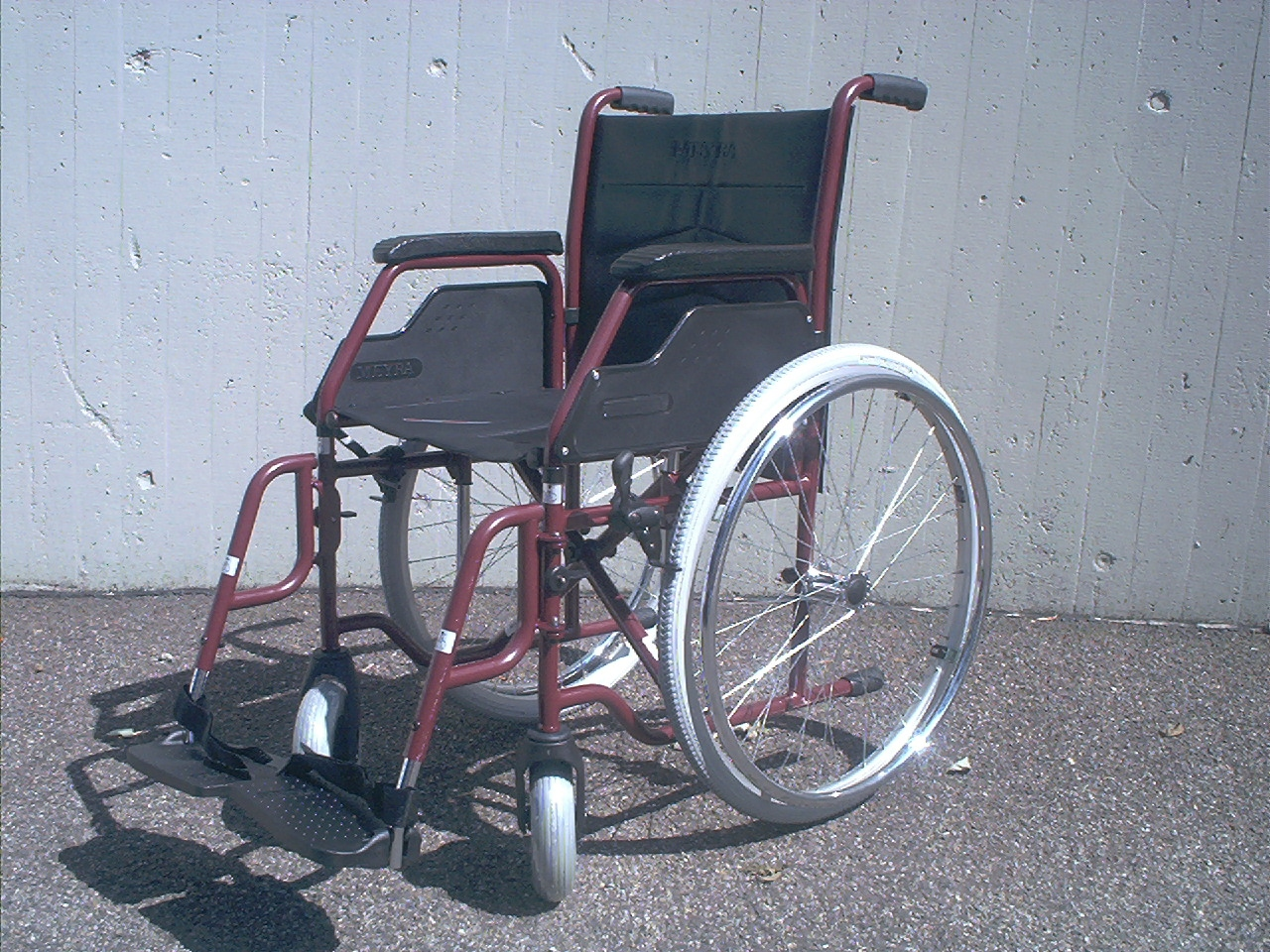
Cadira de rodes senzilla

Una cadira de rodes és un ajut tècnològic que permeti a persones amb mobilitat reduïda desplaçar-se o ser transportades. La propulsió es pot fer manualment, per la persona mateixa, per terceres que empenyen o amb motor elèctric (EPW). Hi ha diverses causes de mobilitat reduïda temporània o permanent: malaltia, lesió, obesitat, vellesa o discapacitat.

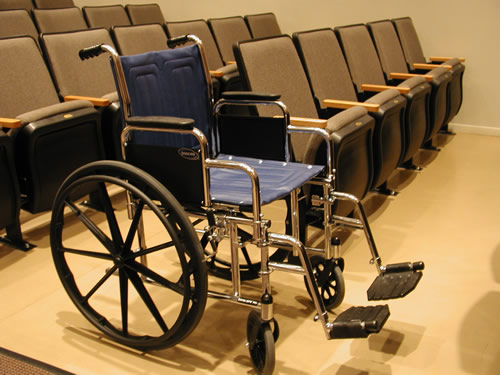
Seients per a cadires de rodes en un teatre
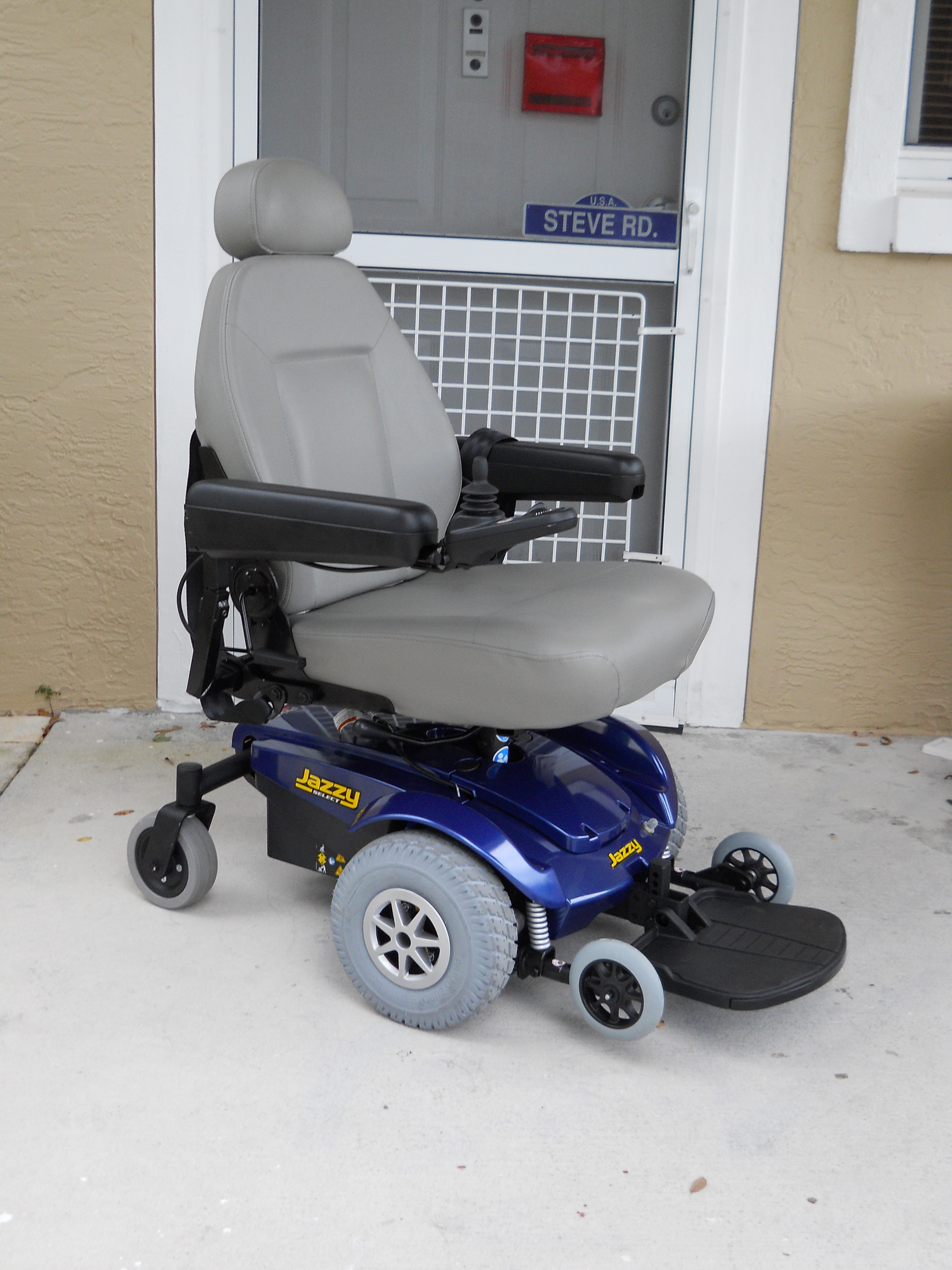
Cadira amb propulsió elèctrica
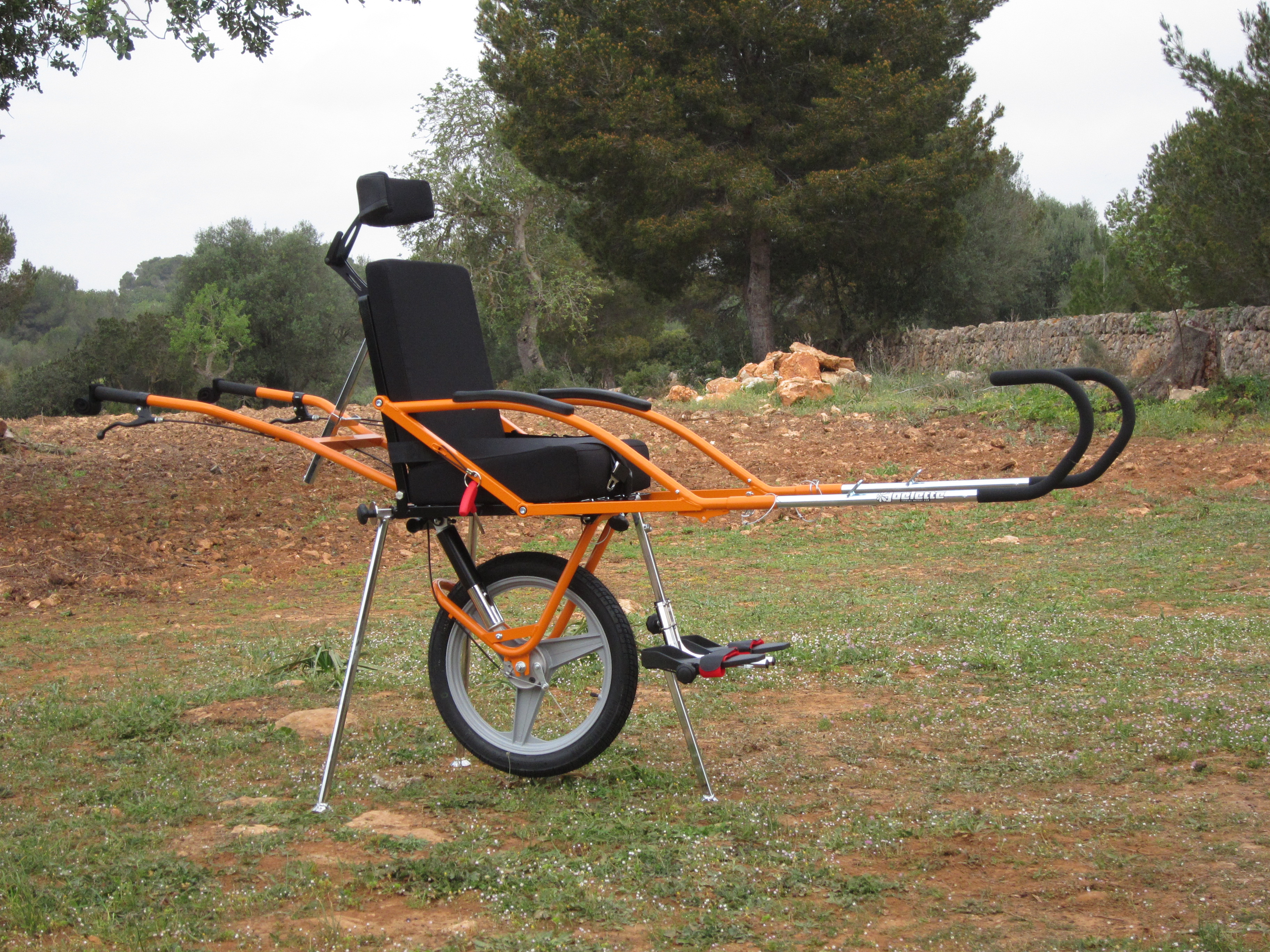
Joëlette, cadira d'una roda tot terreny
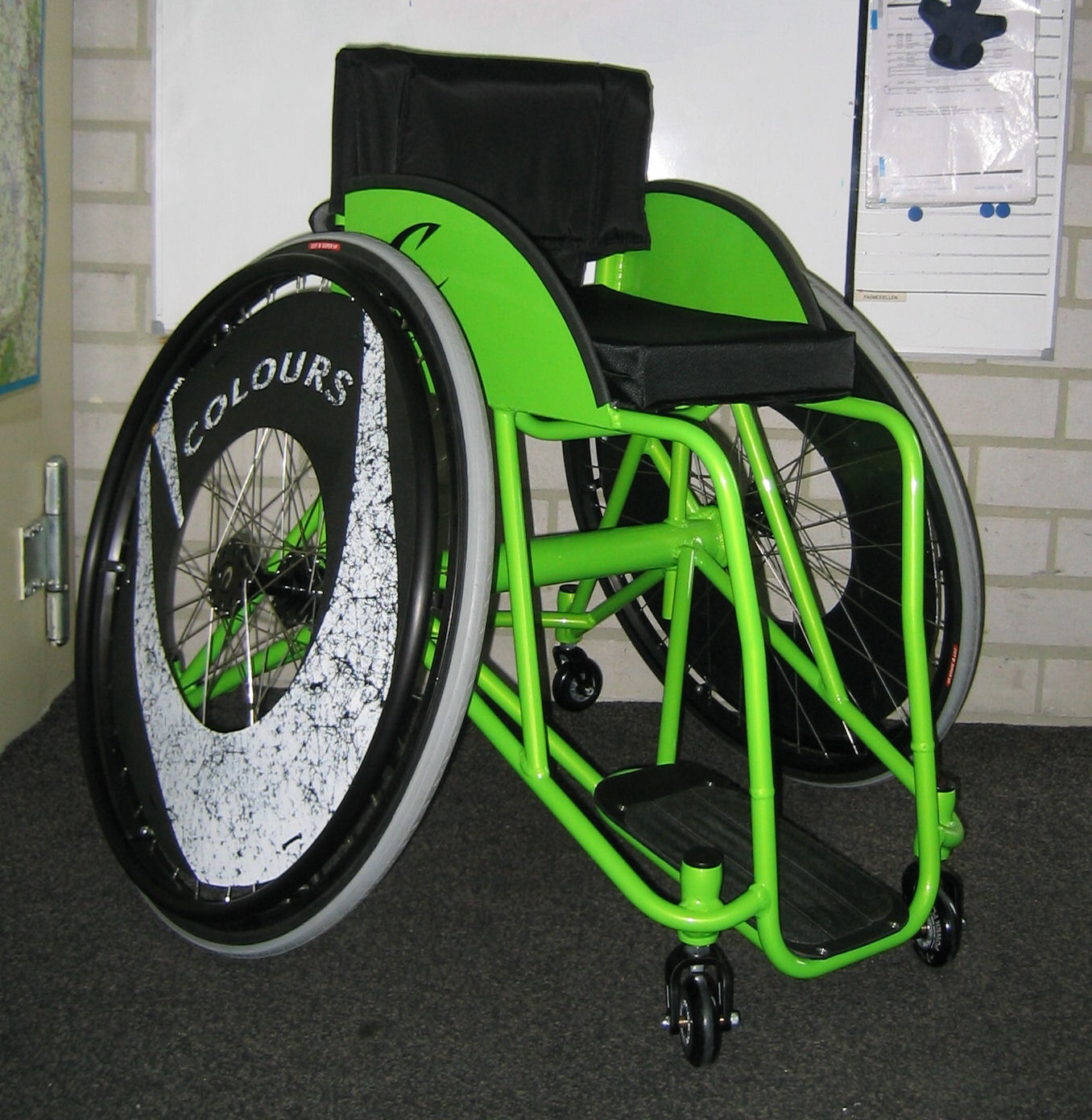
Cadira de basquetbol

A més de la cadira de rodes, s'ha d'adaptar les infraestructures i suprimir les barreres arquitectòniques segons normes legals en aplicació de la Convenció de les Nacions Unides sobre els drets de les persones amb discapacitat. S'ha d'augmentar la mobilitat i la autonomia en facilitar l'accés sense o amb un mínim d'ajuda de terceres persones: portes amples, interruptors accessibles, andanes de transport públic al mateix nivell del tren o bus, aparcaments més amples, rampes, ascensors o remunta-escales, llocs adequats a sales d'espectacles per estacionar-se amb cadira de rodes…

## La cadira de rodes en les arts
- El món sobre rodes (2010), novel·la de Albert Casals i Serradó sobre un viatge en cadira de rodes
- Món petit (2013), documental sobre Albert Casals